# Басейн Кейна
79°04′30″ пн. ш. 73°05′10″ зх. д. / 79.075° пн. ш. 73.0861° зх. д.
Басейн Кейна (дан. Kane Bassin, англ. Kane Basin) — море Північного Льодовитого океану, що розділяє північний захід Гренландії і острів Елсмір і з'єднує море Баффіна з морем Лінкольна.
Море є частиною протоки Нареса, загальною довжиною понад 180 км. У найвужчому місці його ширина становить близько 40 км.
Найбільша глибина становить 384 м.
Свою назву море отримало на честь американського полярного дослідника Ілайша Кента Кейна, який в 1860-і роки досліджував цей район у пошуках Джона Франкліна. В 1964 році данським та канадським урядом було остаточно врегульовано його найменування.
Басейн Кейна знаходиться далеко на півночі, далеко від теплих течій, тому навіть в літню пору навігацію можуть забезпечити тільки криголами.

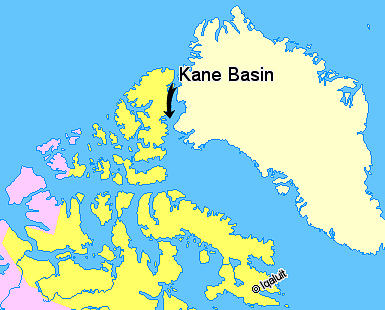
Басейн Кейна на мапі